# Light (nutrição)
O termo light ou Leve é utilizado para indicar um alimento que tem algum nutriente seu reduzido, em comparação com o convencional (de referência).
Porém, apesar da redução de algum componente como gordura, carboidratos ou calorias, pode conter um nível elevado de sódio, sendo um risco para pacientes hipertensos. Além disso, quem possui colesterol elevado pode estar consumindo um produto apenas com menos colesterol, pois a gordura não foi totalmente removida. Também, algumas pessoas não podem ingerir a fenilalanina, base dos adoçantes de aspartame usados nestes produtos.
A Agência Nacional de Vigilância Sanitária, através da RDC 54/2012, alterou a forma de utilização da palavra light nos alimentos. O termo era empregado para definir alimentos com redução de algum componente ou baixo teor dele. Depois da resolução, light só pode ser usado em produtos com a redução de algum nutriente em comparação com um alimento de referência, ou seja, a modalidade convencional do mesmo.